# Witwatersrand

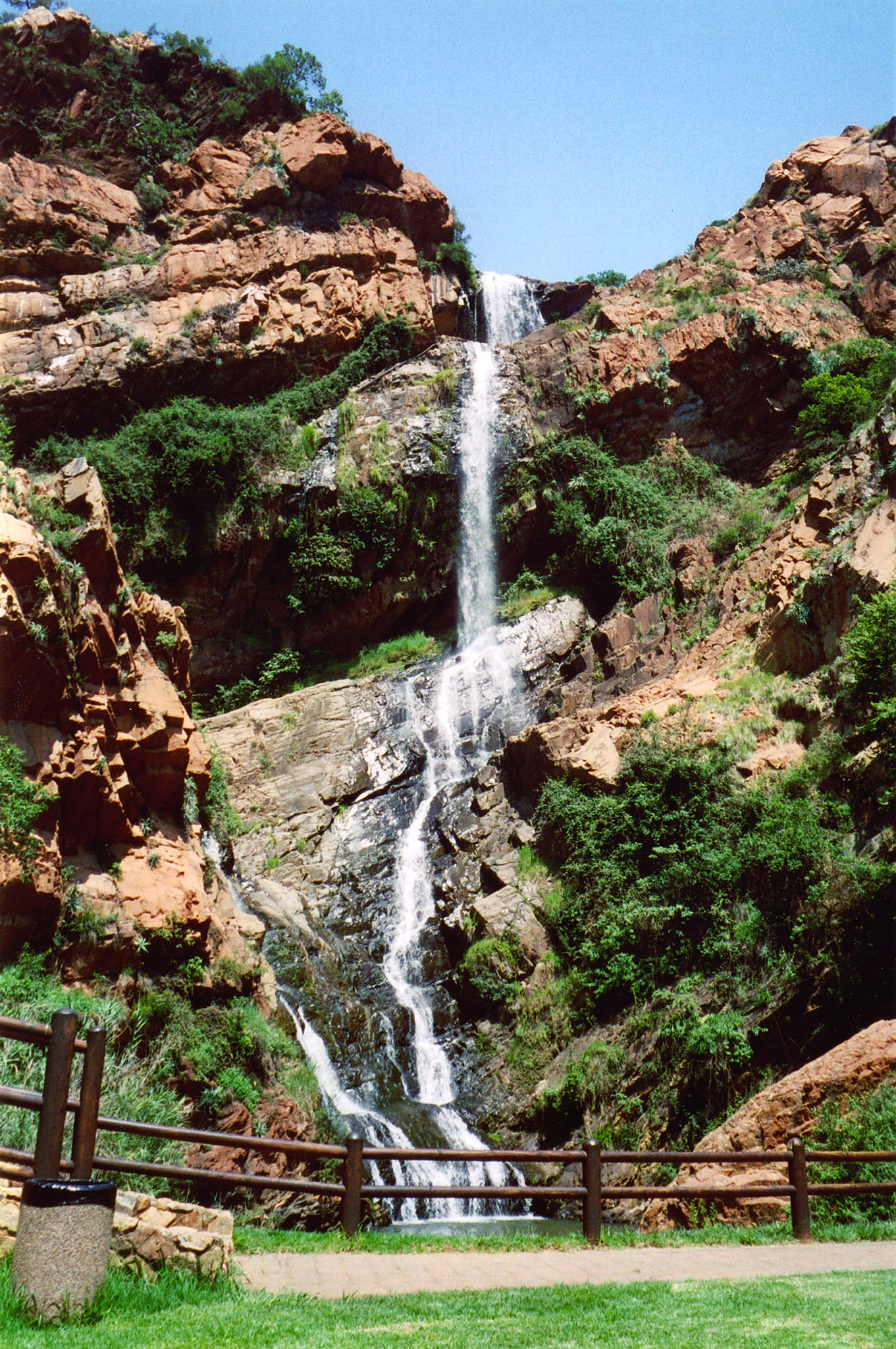
Cascata nei Giardini Botanici Nazionali del Witwatersrand

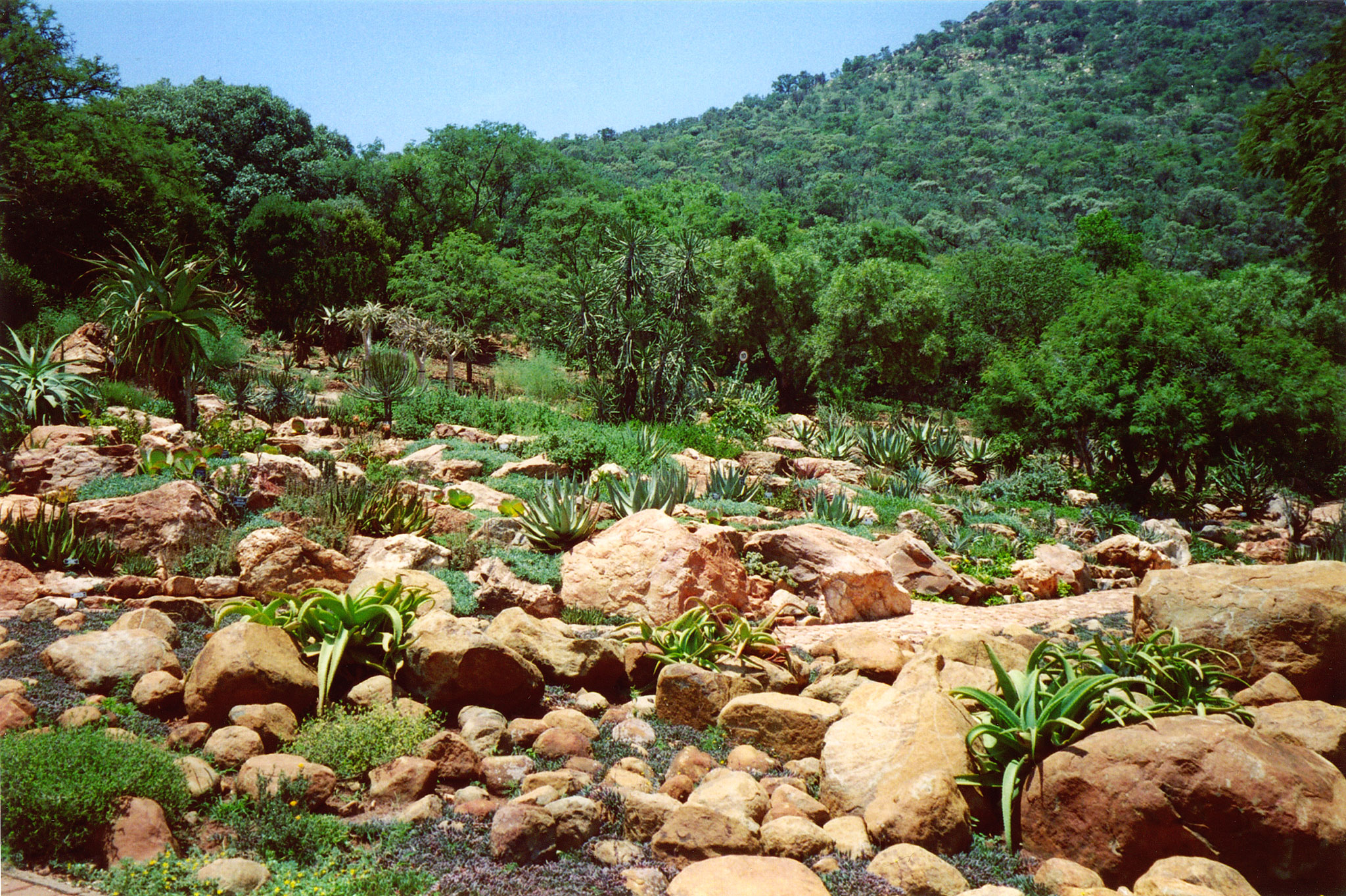
Giardini Botanici Nazionali del Witwatersrand

Il Witwatersrand (in afrikaans: "scarpata delle acque bianche"), talvolta detto semplicemente Rand, è un sistema di colline sedimentarie che attraversa da est a ovest la provincia del Gauteng, in Sudafrica. Si trova nella zona dell'altopiano centrale del paese, ad altitudini comprese fra 1700 e 1800 m s.l.m.

## Caratteristiche
Il sistema funge da spartiacque continentale, indirizzando il drenaggio delle acque nel versante nord verso il bacino del fiume Limpopo e di qui nell'Oceano Indiano; le acque nel versante sud vanno a confluire nel fiume Orange e successivamente nell'Oceano Atlantico.
L'estensione complessiva del Witwatersrand propriamente detto è di circa 280 km, da Klerksdorp a ovest a Bethal a est. Il nome "Witwatersrand" viene talvolta usato in senso esteso a indicare l'intera area metropolitana di Johannesburg, che va da Randfontein e Carletonville a ovest fino a Springs a est.
La struttura geologica del Witwatersrand è complessa, ma predominano la quarzite, i conglomerati e gli scisti. La zona è anche estremamente ricca di minerali; il 40% dell'oro estratto nel mondo proviene da quest'area. Per questo motivo, tra l'altro, il nome "Rand" è stato adottato per la moneta sudafricana.